# 光刺软头鳕
光刺软头鳕（学名：Malacocephalus laevis），又名軟頭條鱈、滑軟首鱈，为长尾鳕科软头鳕属的鱼类，俗名软首鳕。分布于北达日本本洲千叶县、南达澳大利亚、西达印度洋和大西洋的地中海、西非到北海等处以及东中国海中部琉球海沟西侧海区等，常生活于水深350-500米底质为黑或灰沙泥质海区。该物种的模式产地在马德拉群岛。

## 特徵
本魚頭部寬大肥厚，質感滑軟腫脹，所以被稱為「滑軟首鱈」，頭部均勻地覆有鱗片，包括下顎與吻部與眶下骨的腹面。軀幹粗壯，尾部細長，從魚體側面觀，顯得「頭重尾輕」，吻鈍，頂端具有一個錐形小瘤。口大，下位，有一短頦鬚，齒為犬齒，上頷齒則為1列。第一背鰭之硬軟條光滑無鋸齒。背鰭硬棘2枚； 背鰭軟條229枚。體被小型櫛鱗，鱗片上布滿多列之細長棘刺。沒有尾鰭。腹部發光器發達，分為前後兩部分，前為彎月型之凹窩，後為圓形，與肛門之間有一深溝相連。體長可達60公分，屬於大型鼠尾鱈。

## 生態
棲息於混濁的泥沙底質海域，以小型魚、蝦蟹為食。繁殖季在春季。